# Muhammad al-Mahdi
Muhammad ibn Hasan ibn ʿAlī (al-Mahdī) (Arabisk: الإمام محمد ابن الحسن المهدى) (født 869-872 – okkultation 941) var den tolvte og sidste imām i den shiitiske tolver-gren.
Forskellige kilder er enige om at Muhammad al-Mahdī blev født en 15. shaʿbān, men der hersker uenighed om året, som angives som henholdsvis 869, 872 eller 875. Ifølge de ældste kilder, var hans mor en umm walad, der hed Narjis.
Ifølge tolver-shiismen, forsøgte Hasan al-ʿAskarī så vidt muligt at skjule det faktum, at han havde en søn, på grund af den hårde ʿabbāsidiske forfølgelse. Derfor var det kun nogle få udvalgte tilhængere som fik lov til at møde al-Mahdī. Og det er også af samme grund, at al-Mahdī gik i okkultation umiddelbart efter sin fars død i 873-74. Denne okkultation kaldtes Den Lille Okkultation (al-ghayba al-kasīra eller al-ghayba al-sughrā). Under denne periode drev Muhammad al-Mahdī sin funktion som imām via sine talsmænd. Det var igennem disse talsmænd at imāmen holdt kontakt med sine tilhængere og omverdenen. Da den sidste talsmand gik bort i 941, blev dette begyndelsen på den endelige og Store Okkultation (al-ghayba al-kubrā), hvilken ifølge tolver-shiiterne vil fortsætte indtil den tolvte imāms tilbagevenden til Dommedagen.